# Jardines y finca histórica The Fells
Los Jardines y finca histórica The Fells (en inglés: The Fells Historic Estate & Gardens) son una rocalla y jardín botánico de 84 acres (34 hectáreas) de extensión ubicada en Newbury, Nuevo Hampshire. 

## Localización
The Fells, llamados así por la palabra escocesa para designar pastos rocosos de montaña, se encuentran situados en una colina de unos 1000 acres en Newbury NH con vistas al pintoresco lago Sunapee. 
The Fells Historic Estate & Gardens, Lake Sunapee 456 Route 103A
P.O. Box 276 Newbury, Merrimack county, New Hampshire NH 03255 United States of America-Estados Unidos de América
Planos y vistas satelitales.43°18′51″N 72°1′28″O / 43.31417, -72.02444
El jardín botánico de Newbury está catalogado como una de las atracciones turísticas más significativas de Nuevo Hampshire. Se cobra una tarifa de entrada.

## Historia
"The Fells" empezaron siendo la antigua casa de verano junto al lago del escritor y diplomático estadounidense John M. Hay (1838-1905). Clarence, el hijo de Hay, heredó la propiedad y junto con su esposa Alice Appleton Hay transformó los terrenos alrededor de la casa en extensos jardines tanto formales como informales.
John Milton Hay, nacido en 1838, hijo de un médico rural de Illinois, se graduó en la Universidad de Brown y a los veintidós años fue elegido como secretario privado de Abraham Lincoln. Luego pasó a servir como embajador en Gran Bretaña y se desempeñó funciones como secretario de Estado bajo los presidentes William McKinley y Theodore Roosevelt. Fue en las orillas del lago Sunapee donde él y su esposa Clara Louise Stone buscaron refugio de la vida pública, y en 1888 Hay comenzó a adquirir granjas abandonadas que acabaron sumando cerca de 1000 acres.
En 1889 John y Clara Hay contrataron al arquitecto George F. Hammond que diseñó el edificio en estilo "Colonial Revival" (Renacimiento Colonial), con estructura de techo abuhardillado y con un porche abierto al aire libre, lo que refleja el estilo de las casas de verano predominante de la época. La construcción se completó en 1891 y fue seguido por una renovación en 1897. Clara tenía un jardín de rosas y hortensias, pero el césped estaba cubierto de rocas remanentes de la edad de hielo, y las ovejas pastaban cerca. Cuando John Hay murió en "The Fells" el año 1905, la propiedad pasó a su hijo Clarence.
A partir de 1906 y a lo largo de la década de 1930, Clarence Hay y su esposa Alice Appleton Hay transformaron "The Fells" en una finca residencial y granja de trabajo. Se remodeló la casa de campo en una casa de campo señorial y el campo circundante en jardines en terrazas y jardines formales.
Durante los siguientes cuarenta años Clarence y Alice perseguían sus intereses hortícolas individuales. El resultado fue un paisaje variado patrimonio que incluía tanto los elementos naturales como los cultivados. Crearon un patio de entrada empedrado en el lado este de la casa, que se plantaron con setos de tejo, árboles en flor de verano, arbustos y enredaderas. En el lado oeste, se construyó un muro de piedra de cien metros de largo, que proporcionan la estructura para una bordura de plantas perennes deslumbrante con iris, espuela de caballero, malvas, phlox, y coloridas plantas anuales y bienales. Las paredes altas y una fuente en cascada en el lado sur de la casa enmarca una rosaleda de rosas de té híbridas de bajo porte plantadas junto a plantas anuales fragantes.
Clarence y un equipo de albañiles cualificados iniciaron la construcción de un jardín de rocas grandes en la ladera orientada al sur hacia el lago. Se pusieron de las manchadas de líquenes para aparecer como si siempre hubieran estado allí, y se plantaron cientos de plantas alpinas y de rocas en el jardín para dar la impresión de una ladera rocosa de Nuevo Hampshire. Un arroyo fluye a lo largo de la rocalla, en su centro hay un estanque de lirios de agua rodeado de azaleas y de iris japoneses. Caminos serpenteantes se distribuyen por todo el jardín, y junto a ellos e islas de cultivo proporcionar condiciones de crecimiento para las plantas de jardín más exigentes de la rocalla. Hoy en día persisten las más resistentes de las plantas originales, y muchas más han sido añadidas.
En 1960 Clarence y Alice traspasaron la mayor parte de la finca, 675 hectáreas al este de la carretera "NH Route 103A", a la Sociedad para la Protección de los Bosques de New Hampshire. Clarence murió en 1969 y en 1972 Alice traspasó el resto de 165 hectáreas de la finca al "U.S. Fish and Wildlife" como un santuario de vida silvestre, la mayor parte de los cuales entraron en posesión Federal a su muerte en 1987. 
En 2008, "The Fells", una organización 501c(3) independiente sin fines de lucro que había administrado la propiedad desde el año 1995, se convirtieron en propietarios de las 84 hectáreas que incluye los edificios históricos y jardines.

## Colecciones
Actualmente entre las secciones más significativas del jardín destacan:
- The Perennial Border (Bordura de plantas perennes): situada en el lado oeste de la casa, tiene unos cien pies de largo muro de piedra que proporciona la estructura para una frontera perenne deslumbrante con iris, espuela de caballero, malvas, phlox, y coloridas plantas anuales y bienales.
- The Rock Garden (Rocalla): durante más de 30 años Clarence Hay mantuvo un archivo de las especies existentes en el que se observó meticulosamente el nombre científico, información cultural, fuente del material vegetal y observaciones de campo para las 600 diferentes especies y cultivares de la rocalla y alpinum. Señaló, por ejemplo, que en 1928 dos Gentiana acaulis fueron trasplantadas del Jardín Viejo original en la rocalla. Las plantas se trasladaron de nuevo en 1935 cuando se creó la sección de gencianas. Él atribuyó la desaparición del último ejemplar al gas anti-topos que había usado para combatir una invasión. La renovación y mantenimiento de la rocalla es un objetivo importante y el jardín ahora cuenta con muchas de las plantas originales aumentadas con más de 600 especies distintas introducidas durante los dos primeros años de reconstrucción.
- The Rose Terrace (La rosaleda de la terraza): creada entre 1924 y 1927, la terraza está delimitada por las paredes de piedra y una alta fuente en urna. Algunas de las rosas de té híbridas originales, complementadas por las rosas más resistentes a las enfermedades, arbustos resistentes, anuales y perennes.
- The Old Garden (El jardín antiguo): es el jardín original creado en la propiedad en 1909. Fue el primer intento de Clarence Hay de crear un jardín axial formal y con los años su carácter ha cambiado completamente desde el original, de plantas perennes a pleno sol, a un área demasiado grande, fresca y sombreada. En los últimos cinco años ha experimentado una notable recuperación para parecerse más a los limpios primeros ejes norte-sur y este-oeste creados por Hay.
- The Pebble Court (El patio empedrado), se encuentra situado en el lado oriental de la casa principal y su jardín está formado por bojs, lilas, un seto de tejo y “Hebe.”
- The Heather Bed (Lecho de brezos): esta zona fue plantada originalmente en 1931 bajo la dirección de Clarence Hay. Sobrevivió durante varias décadas hasta que en 2005, tres días de frío intenso seguido mataron al 95% de los individuos del lecho de cultivo. Los brezos muertos se retiraron, añadidas sendas y el lecho replantado entre el 2007 y el 2008 con 20 variedades de brezo, utilizando una generosa donación de la Fundación Morton y asistencia de voluntarios de la Northeast Heather Society.